# Nacna splendens
Nacna splendens là một loài bướm đêm trong họ Noctuidae.